# 三田松坂児童遊園

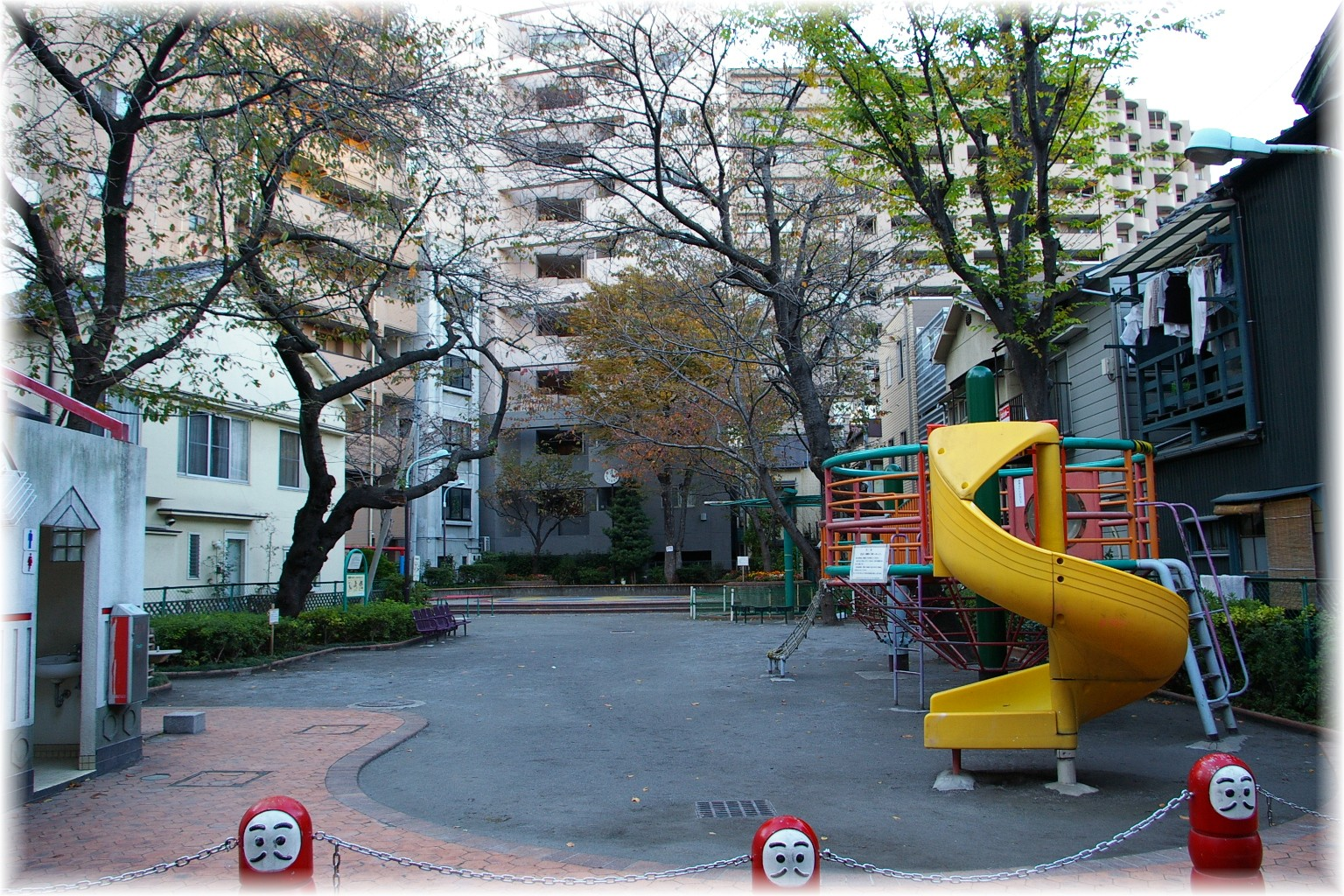
三田松坂児童公園全景

三田松坂児童遊園（みたまつさかじどうゆうえん）は、東京都港区三田五丁目に存在する児童遊園地である。
森緑地設計事務所により「祭ばやしの庭」とするコンセプトで遊戯施設が設置された。「こまの遊具」「鳥居のブランコ」「竹とんぼのパーゴラ」「太鼓のブランコ 」「だるま落としの車止め」などがあり、面積は約770m2である。

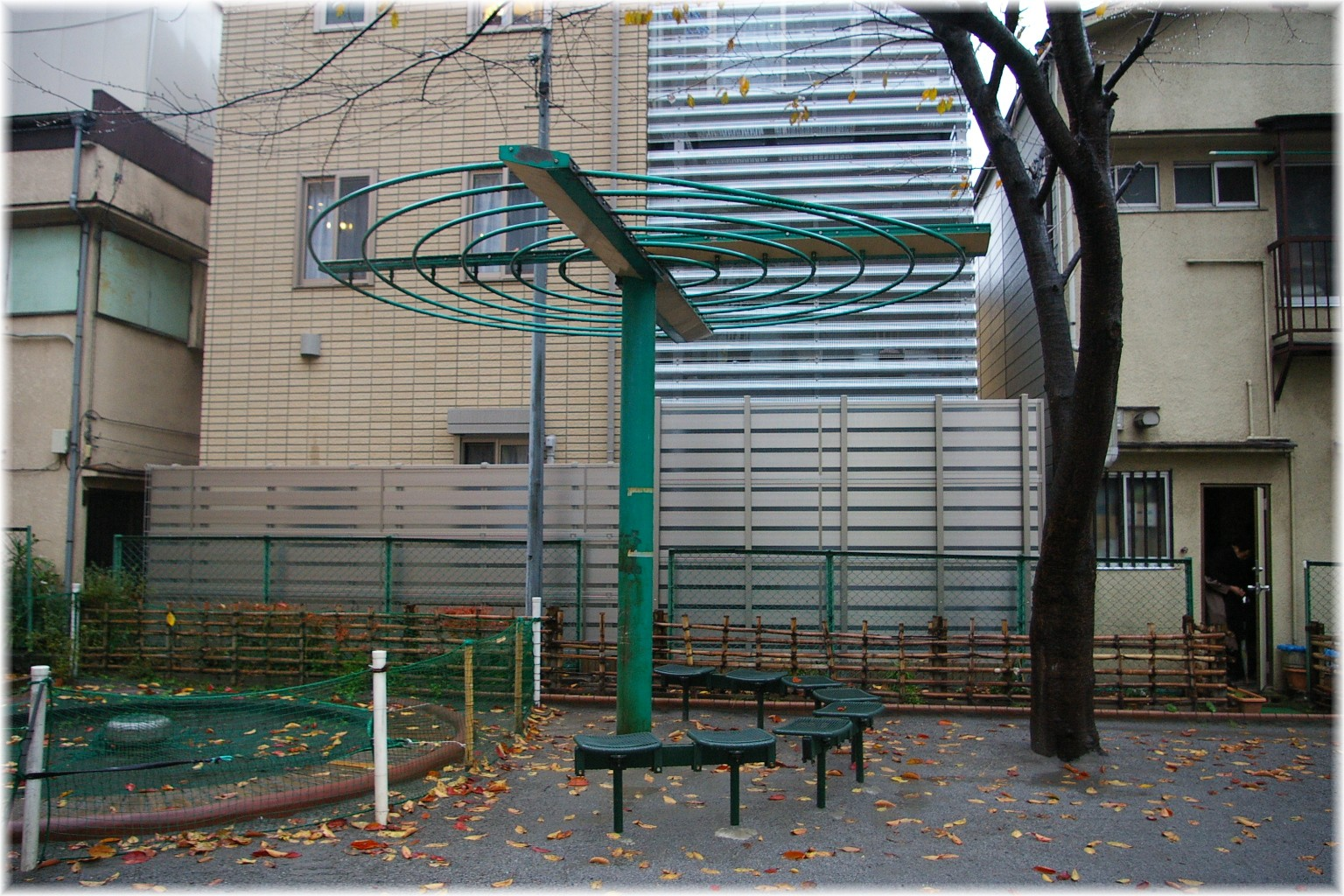
「竹とんぼのパーゴラ」
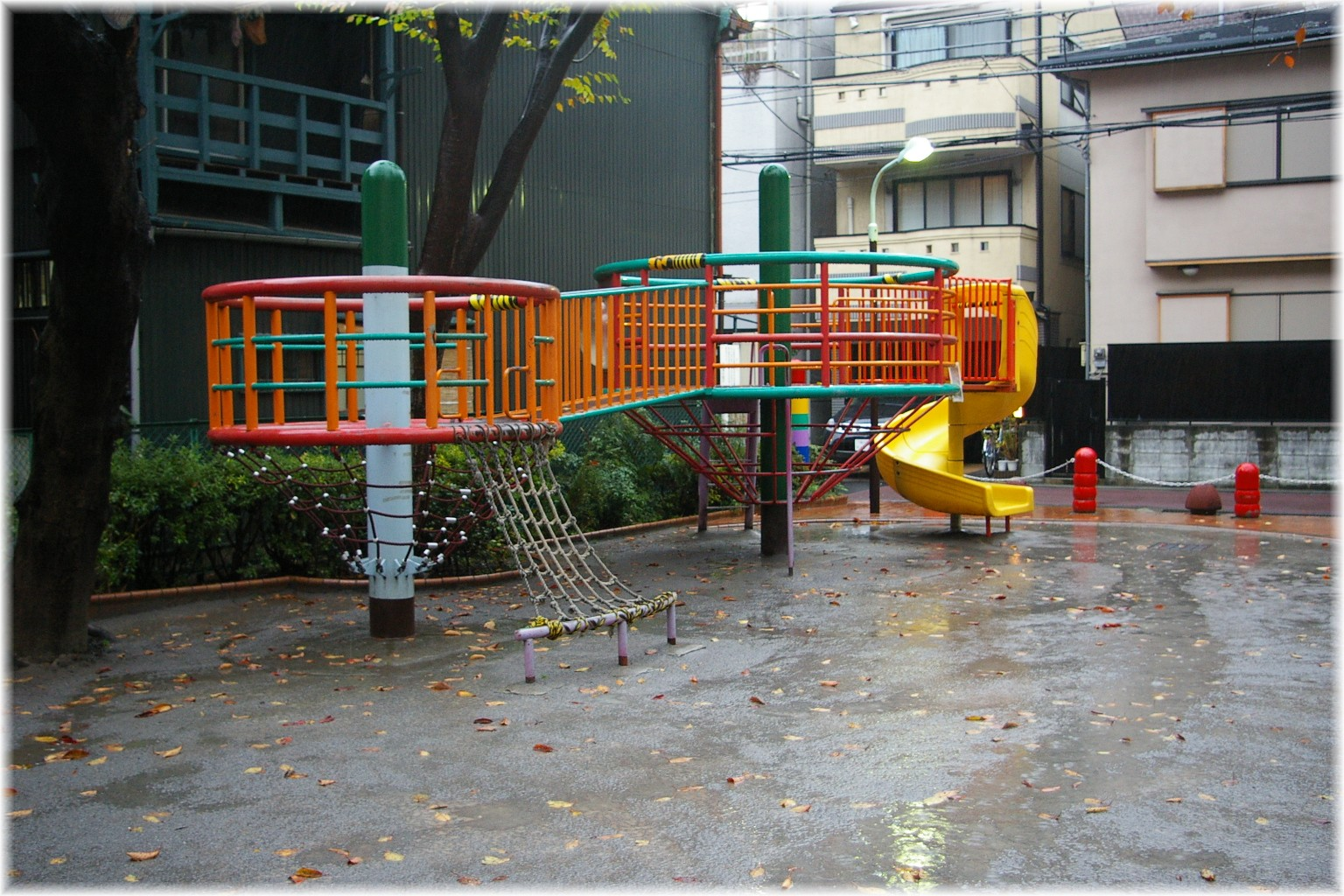
「滑り台」(交換前)
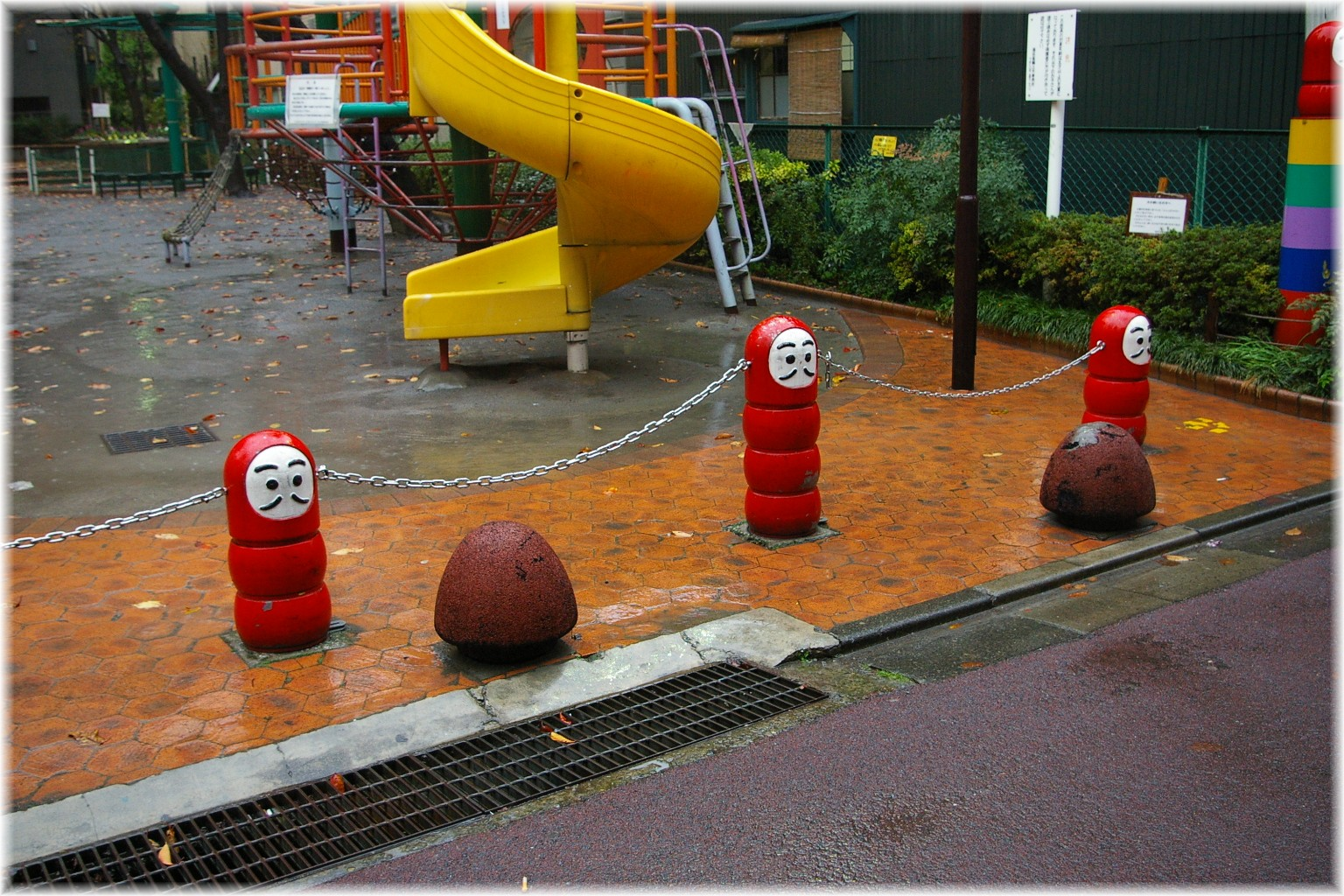
「だるま落としの車止め」